# Alois Kernbauer
Alois Kernbauer (* 9. Oktober 1955 in Vorau, Steiermark) ist ein österreichischer Historiker und Archivar.

## Leben
Nach der Reifeprüfung in Hartberg studierte er Geschichte, Germanistik, Rechtsgeschichte, Philosophie an der Karl-Franzens-Universität Graz (Dr. phil. 1982) und erwarb die Lehrbefähigung für Gymnasien (Mag. phil. 1983). Ab 1982 war er Assistent am Institut für Geschichte der Universität Graz, seit 1988 Beamter des höheren wissenschaftlichen Dienstes am Universitätsarchiv Graz und Mitarbeiter bzw. Leiter bei Forschungsprojekten.
Seit 1984 war er Lehrbeauftragter am Institut für Geschichte der Geisteswissenschaftlichen Fakultät der Universität Graz, ab 1988 auch an der Medizinischen Fakultät und seit Jänner 1993 Leiter des Universitätsarchivs der Karl-Franzens-Universität Graz. Im Jahr 1991 habilitierte er sich für das Fach „Österreichische Geschichte mit Einschluss der Wissenschaftsgeschichte Österreichs“ an der Karl-Franzens-Universität Graz, seit 1998 führt er den Berufstitel „Außerordentlicher Universitätsprofessor“.
Nach der Emeritierung Günther Hamanns supplierte er 1994 dessen Vorlesung an der Universität Wien und ging anschließend als Gastprofessor an die University of Minnesota (USA). Weitere Gastprofessuren führten ihn 2000 an die University of Alberta (Canada) und 2002 an die University of Missouri St. Louis (USA).
Seine Forschungsschwerpunkte liegen auf den Gebieten Zentraleuropäischen Geschichte, der Allgemeinen Wissenschaftsgeschichte, der Universitätsgeschichte und dem Konnex von Wissenschaftsentwicklung, Forschungsinstitutionen und sozio-kulturellen Rahmenbedingungen. Darüber hinaus beschäftigt er sich mit Fragen der Entstehung wissenschaftlicher Disziplinen seit dem 18. Jahrhundert, der Freiheit von Wissenschaft, der Rolle von Intuition und von Zufall in der Forschung sowie dem Konnex von wissenschaftlicher Tätigkeit und gesellschaftlicher Verantwortung in der Geschichte. Seine Forschungen kreisen vor allem auch um Fragen von Wissenschaft und Universität im Nationalsozialismus.
Kernbauer ist seit 1993 Herausgeber der Publikationen aus dem Archiv der Universität Graz und Mitherausgeber der Mitteilungen der Österreichischen Gesellschaft für Wissenschaftsgeschichte.
Er gehört der CIHU/ICHU (Commission Internationale pour l'Historie des Universités/International Commission for the History of Universities) an.

## Schriften (Auswahl)
- Das Fach Chemie an der Philosophischen Fakultät der Universität Graz. Graz 1985, ISBN 3-201-01270-X.
- Svante Arrhenius' Beziehungen zu österreichischen Gelehrten. Briefe aus Österreich an Svante Arrhenius (1891–1926), Graz 1988, ISBN 3-201-01447-8.
- Anton Holasek, A.K.: Fritz Pregl an Karl Berthold Hofmann. Briefe aus den Jahren 1904–1913, Graz 1989, ISBN 3-201-01507-5.
- Zwischen Zunft und Wissenschaft. Der österreichische Apotheker- und Pharmazeutenstand in der Krise. Von der Mitte des 19. Jahrhunderts bis in das Jahr 1922, Graz 1989, ISBN 978-3-201-01505-9
- Alwin Fill, A.K.: 100 Jahre Anglistik an der Universität Graz, Graz 1993, ISBN 3-201-01608-X.
- Anton Holasek, A.K.: Biochemie in Graz, Graz 1997, ISBN 3-201-01684-5.
- Die „Klinische Chemie“ im Jahre 1850. Johann Florian Hellers Bericht über seine Studienreise in die deutschen Länder, in die Schweiz, nach Frankreich und Belgien im Jahre 1850 (Sudhoffs Archiv. Zeitschrift für Wissenschaftsgeschichte. Beiheft 49). Franz Steiner-Verlag, Stuttgart 2002, ISBN 3-515-08122-4.
- Beckmanns Allgemeine Technologie. Herrn Hofrath Beckmanns Vorlesungen über die Technologie, Graz 2002, ISBN 3-201-01785-X.
- Interdisziplinarität und Internationalität in der Frühzeit der Historischen Sozialforschung und Anthropologie. Jan Peiskers Forschungsprobleme und Arbeitswelt, Graz 2015, ISBN 978-3-201-02000-8
- Geschichtsstudium. Autobiographische Berichte – die in Graz verfassten Dissertationen. Graz 2015, ISBN 978-3-201-02001-5.
- Das historiographische Werk Grazer Historiker. Graz 2015, ISBN 978-3-201-02001-5.
- Stadtrecht – Stadtherrschaft – Staat. Die Integration der Stadt in den absolutistischen Staat am Beispiel der Rechtsquellen Hartbergs. (Fontes rerum Austriacarum, 3. Abt.: Fontes iuris, Bd. 25) Böhlau Verlag Wien-Köln-Weimar 2017, ISBN 3-205-20598-7.
- Der Nationalsozialismus im Mikrokosmos. Die Universität Graz 1938. Analyse – Dokumentation – Gedenkbuch, Graz 2019, ISBN 978-3-201-02043-5.
- A.K., Anita Ziegerhofer: Frauen in den Rechts- und Staatswissenschaften der Universität Graz. Der Weg zur Zulassung und die ersten Doktorinnen von 1919 bis 1945, Graz 2019, ISBN 978-3-201-02047-3.
- A.K., Manfred Popp, Frank Ulrich Müller, Hermann Nicolai: Paul Otto Müller. Schrödingers talentierter Schüler. Seine Dissertation zur Allgemeinen Relativitätstheorie. Seine Mitarbeit am Uranprojekt, Graz 2020, ISBN 978-3-201-02051-0.
- Science Trail Graz, Auf den Spuren wissenschaftlicher Leistungen von Weltrang, Persönlichkeiten und deren Wirkungsstätten, Leykam Verlag 2020, ISBN 978-3-7011-0458-1:[6]
- (Hrsg.): Der Grazer „Campus“. Universitätsarchitektur aus vier Jahrhunderten, Graz 1995, ISBN 978-3-85333-009-8
- A.K., Karin Schmidlechner-Lienhart (Hrsg.): Frauenstudium und Frauenkarrieren an der Universität Graz, Graz 1996, ISBN 978-3-201-01660-5
- F. Eybl, H. Heppner, A.K. (Hrsg.): Elementare Gewalt. Kulturelle Bewältigung. Aspekte der Naturkatastrophe im 18. Jahrhundert (Jahrbuch der österreichischen Gesellschaft zur Erforschung des achtzehnten Jahrhunderts 14–15) Wien 2000, ISBN 978-3-85114-512-0
- Wolfgang Freidl, A.K., Richard H. Noack, Werner Sauer (Hrsg.): Medizin und Nationalsozialismus in der Steiermark, Innsbruck 2001, ISBN 978-3-7065-1565-8
- (Hrsg.), Johann Andritsch: Die Matrikeln der Universität Graz. Band 4: 1711–1765, Graz 2002, ISBN 978-3-201-01784-8
- Harald Heppner, A.K., Nikolaus Reisinger (Hrsg.): In der Vergangenheit viel Neues. Spuren aus dem 18. Jahrhundert ins Heute, Wien 2004, ISBN 978-3-7003-1477-6
- (Hrsg.): Wissenschafts- und Universitätsgeschichtsforschung am Archiv. Österreichisches Universitätsarchivkolloquium 14. und 15. April 2015, Graz 2015, ISBN 978-3-201-02016-9
- A.K., Tone Smolej (Hrsg.): Gemeinsamkeit auf getrennten Wegen. Die slowenischen Doktoranden der Grazer Philosophischen Fakultät im Zeitraum 1876–1918 und die Gründung der Universität Ljubljana, Graz 2021, ISBN 978-3-201-02058-9

## Belege
1. ↑  Alois Kernbauer: Wald und Forst - Von der Waldkunde zur Forstwissenschaft. Nachhaltigkeit, Wirtschaftswachstum und Fortschrittswille als Triebkräfte für die Entstehung einer Wissenschaftsdisziplin. In: Eva Klein, Gabriele Koiner, Christina Pichler (Hrsg.): Wald und Kunst: Die Natur als transdisziplinäres Phänomen im Kontext der Kulturwissenschaften. 1. Auflage. Graz University Library Publishing, Graz 2022, ISBN 978-3-903374-18-8, S. 151–168.
2. ↑  Alois Kernbauer: Freiheit der Wissenschaft. Konstitutives Element des universitären Selbstverständnisses - Wandel zum Topos. In: Christian Bachhiesl, Markus Handy, Stefan Köchel, Ursula Lagger, Peter Mauritsch (Hrsg.): Freiheit und Wissenschaft. 1. Auflage. Velbrück Wissenschaft, Weilerswist 2022, ISBN 978-3-95832-284-4, S. 339–383.
3. ↑  Alois Kernbauer: Intuition - Reflexionen anhand einiger Beispiele aus der Wissenschaftsgeschichte. In: Christian Bachhiesl, Sonja Maria Bachhiesl, Stefan Köchel (Hrsg.): Intuition und Wissenschaft. Interdisziplinäre Perspektiven. 1. Auflage. Velbrück Wissenschaft, Weilerswist 2018, ISBN 978-3-95832-143-4.
4. ↑  Alois Kernbauer: Zufall. Begegnungen und Annäherungsversuche aus historischer und wissenschaftshistorischer Perspektive. In: Christian Bachhiesl, Sonja Maria Bachhiesl, Stefan Köchel, Bernhard Schrettle (Hrsg.): Zufall und Wissenschaft. Interdisziplinäre Perspektiven. 1. Auflage. Velbrück Wissenschaft, Weilerswist 2019, ISBN 978-3-95832-197-7, S. 407–441.
5. ↑  Alois Kernbauer: "Revolutio" um 1600. Die Konzeptualisierung der Verantwortung von Wissenschaftlern im Rahmen des umfassenden Veränderungsprozesses der Epoche. In: Christian Bachhiesl, Sonja Maria Bachhiesl, Stefan Köchel (Hrsg.): Schuld. Interdisziplinäre Perspektiven auf ein Konstitutivum des Menschseins. 1. Auflage. Velbrück Wissenschaft, Weilerswist 2020, ISBN 978-3-95832-233-2, S. 57–80.
6. ↑  Science Trail Graz. Abgerufen am 18. Januar 2021.

| Personendaten    | Personendaten             |
| ---------------- | ------------------------- |
| NAME             | Kernbauer, Alois          |
| KURZBESCHREIBUNG | österreichischer Archivar |
| GEBURTSDATUM     | 9. Oktober 1955           |
| GEBURTSORT       | Vorau                     |